# Экономика Эфиопии
Эфио́пия — слаборазвитая аграрная страна, где главную роль в экономике до сих пор играет натуральное сельское хозяйство.

## История
В июне 1923 года в стране было официально запрещено рабство (хотя за пределами столицы торговля рабами имела место по меньшей мере до 1933 года).
В связи с нехваткой разменной монеты, даже в 1936 году в качестве заменителя наличных денег использовались брикеты соли (в захваченном итальянскими войсками Эфиопском банке в Аддис-Абебе было обнаружено значительное число таких брикетов, внесённых в реестр и хранившихся вместе с золотом).
В октябре 1935 года началось итальянское вторжение в Эфиопию в ходе которого 5 мая 1936 итальянские войска заняли столицу страны, а в дальнейшем — оккупировали территорию страны, которая 1 июня 1936 года была включена в состав колонии «Итальянская Восточная Африка». В январе 1941 года британские войска, начавшие наступление с территории Судана вступили в Эфиопию. В дальнейшем, при поддержке со стороны эфиопских отрядов они продолжили наступление, 6 апреля 1941 года эфиопские отряды заняли Аддис-Абебу, к концу 1941 года итальянские силы были изгнаны с территории Эфиопии.

## Сельское хозяйство
Сельское хозяйство Эфиопии носит натуральный характер и в нем занято 85 % населения. Здесь более благоприятные условия для ведения сельского хозяйства чем в других странах региона.
Главная экспортная культура — кофе, по производству которого Эфиопия в 2002 году находилась на 7 месте (235 тыс. т, 3,2 % от мирового производства). Выращиваются также зерновые - ячмень, кукурузу, разные сорта пшеницы для внутреннего потребления и для экспорта, а также хлопчатник и сахарный тростник. Разводят верблюдов (32,6 млн голов), крупный рогатый скот (35,5 млн) и овец (11,4 млн).

## Промышленность
Горнодобывающая промышленность
Полезные ископаемые в Эфиопии разрабатываются мало. Разрабатываются месторождения золота, добыча составляет около 1 т в год. Найдены железная руда и уголь, но они пока не разрабатываются. Кроме того, на территории Эфиопии добывается сапфир, опалы и изумруд.
Обрабатывающая промышленность
Обрабатывающая промышленность развита слабо. Есть предприятия пищевой промышленности, по производству напитков, лекарств, мыла и т. д. После революции 1974 года многие крупные промышленные предприятия были национализированы, после 1990 года государство ограничило свою роль в экономике и стремится привлекать иностранные инвестиции, от которых зависит развитие обрабатывающей промышленности.

## Энергетика
В 2019 году в соответствии с данными UNdata и EEC EAEC  производство  органического топлива - 59361 тыс. тут. Общая поставка - 65739 тыс. тут. На преобразование  на электростанциях и отопительных установках  израсходовано  2 тыс. тут. Установленная мощность – нетто электростанций - 4300 МВт, в том числе: тепловые электростанции, сжигающие органическое топливо (ТЭС) - 3,3  % ,  возобновляемые источники энергии (ВИЭ) - 96,7 %.   Производство электроэнергии-брутто - 15149  млн. кВт∙ч , в том числе:  ТЭС - 0,2 %  , ВИЭ -  99,8 % .   Конечное  потребление  электроэнергии  -  10995 млн. кВт∙ч, из которого: промышленность - 27,9 %, бытовые потребители - 45,4  %, коммерческий сектор и предприятия общего пользования - 26,6  %. Показатели энергетической эффективности за 2019 год: душевое потребление валового внутреннего продукта по паритету покупательной способности (в номинальных ценах) - 2752 долларов, душевое (валовое) потребление электроэнергии - 115 кВт∙ч, душевое потребление электроэнергии населением - 52 кВт∙ч. Число часов использования установленной мощности-нетто электростанций - 3506 часов

## Услуги
Помимо оптовой и розничной торговли, транспорта и связи, сфера услуг почти целиком состоит из туризма. Развитая в 1960-х годах, сфера туризма значительно сократилась в течение 1970-х и 1980-х при военном режиме. Восстановление началось в 1990-е годы, но рост был ограничен из-за отсутствия подходящих гостиниц и других объектов инфраструктуры, несмотря на бум строительства малых и средних гостиниц и ресторанов. В 2002 году более 156000 туристов въехали в страну, многие из них приехали из-за рубежа.

## Транспорт
Аэропорты
- всего — 57 (2013)
  - с твердым покрытием — 17
  - без твердого покрытия — 40[2]

Железные дороги
- всего — 681 км[2]

Железная дорога соединяет города Аддис-Абебу и Джибути
Автомобильные дороги
- всего — 44359 км (2007)
  - с твердым покрытием — 6064 км
  - без твердого покрытия — 38295 км[2]

## Коммуникации
Телефоны
- - обычные — 820 тыс.
  - мобильные — 30,5 млн. (2014)[2]

Интернет
- Интернет-домен: .et
- Интернет пользователей всего — 1,6 млн. человек (2014)[2]

## Макроэкономика
| Год  | ВВП (млрд. долларов) | Инфляция (проценты) |
| ---- | -------------------- | ------------------- |
| 1980 | 7,085                | 12.4                |
| 1985 | 9,409                | 18.4                |
| 1990 | 12,083               | 5.2                 |
| 1995 | 8,088                | 13.4                |
| 2000 | 7,842                | 6.2                 |
| 2006 | 12,788               | 10.8                |
| 2015 | 57,56                | 10.3                |